# Publius Memmius Regulus
Publius Memmius Regulus (mort en l'an 61) est un homme politique de l'Empire romain. Tacite parle de lui comme d'un homme « digne, influent et de bonne réputation ». Il se marie à Lollia Paulina, future impératrice romaine.

## Biographie
C'est un homo novus, questeur de Tibère, puis soit édile, soit tribun de la plèbe, et enfin préteur.
Le 1er octobre de l'an 31, il devient consul suffect avec Lucius Fulcinius Trio, remplaçant Séjan et Tibère dans cette magistrature, ce dernier démissionnant pour forcer Séjan à faire de même. Tibère mandate Memmius, avec le préfet de Rome Macron et le préfet des vigiles Lacon, pour mettre fin au règne du préfet du prétoire Séjan, qui a pour objectif de s'assurer de la succession de l'empereur. Les trois hommes convoquent le lendemain le Sénat. Quand Séjan arrive au Sénat le 18 octobre, il est informé par Macron de l'arrivée d'une lettre de Tibère annonçant l'attribution de la puissance tribunicienne. Ainsi, pendant que Séjan, jubilant, prend place parmi les sénateurs, Macron, resté en dehors du temple, éloigne les prétoriens de garde, les remplaçant par les vigiles de Lacon. Puis, confiant la lettre de Tibère au consul Publius Memmius Regulus pour qu'il la lise devant le Sénat, Macron rejoint la caserne de la Garde prétorienne pour annoncer sa nomination comme préfet du prétoire. Dans cette lettre, délibérément très longue et très vague, Tibère évoque différents sujets, tantôt louant Séjan, tantôt le critiquant, et à la fin seulement, l'empereur accuse le préfet de trahison, ordonnant sa destitution et son arrestation. Séjan, consterné par la tournure inattendue, est immédiatement emmené, enchaîné par les vigiles et peu après sommairement jugé par le Sénat qui s'est réuni au temple de la Concorde : il est condamné à mort et à la damnatio memoriae.
Les deux consuls suffects ne s'entendent pas et, à la fin de l'année, une discorde éclate. Trion accuse indirectement Memmius de négligence dans la poursuite des complices de Séjan. Memmius contre-attaque en accusant son collègue d'avoir participé à la conjuration de Séjan. Malgré les demandes pressantes du Sénat pour calmer les deux hauts magistrats, en vain,.
En 35, il succède à Caius Poppeus Sabinus en tant que légat d'Auguste propréteur de Mésie, d'Achaïe et de Macédoine, et jusqu'en 44 sans discontinuité.
Alors qu'il est marié avec Lollia Paulina, petite-fille de Marcus Lollius, l'empereur Caligula contraint Memmius à divorcer d'avec sa femme, peu de temps après la mort de sa sœur Drusilla, en 38. D'après Suétone, il l'aurait fait venir de Mésie où son mari est gouverneur, parce qu'il a entendu parler de la beauté remarquable de sa grand-mère. Il ne lui faut pas plus de six mois pour qu'il se sépare d'elle parce qu'elle ne peut avoir d'enfant. Memmius devient frère arvale, l'année même où il accepte de divorcer pour complaire à l'empereur. Selon Flavius Josèphe, il tergiverse lorsque Caligula lui ordonne de transférer à Rome « le Jupiter honoré par les Grecs à Olympie et nommé Olympien, œuvre de l'Athénien Phidias. » Il écrit alors à Caius Caligula « pour s'excuser d'avoir laissé ses ordres sans exécution ; se trouvant par suite en danger de mort, il fut sauvé parce que la mort de Caius devança la sienne » (24 janvier 41).
Entre 48 et 49, Memmius est proconsul de la province d'Asie. En l'an 61, il meurt.

### Famille
De son mariage avec une femme au nom inconnu, il a un fils, Caius Memmius Regulus, qui est consul ordinaire en 63. Après le décès, ou le divorce, avec sa première épouse, il épouse en seconde noces Lollia Paulina, la fille de Marcus Lollius et de Volusia Saturnina. Après son divorce en 38 avec celle-ci, il reste veuf jusqu'à sa mort.